# Serdica Peak
Serdica Peak är en bergstopp i Antarktis. Den ligger i Sydshetlandsöarna. Argentina, Chile och Storbritannien gör anspråk på området. Toppen på Serdica Peak är 727 meter över havet.
Terrängen runt Serdica Peak är varierad. Havet är nära Serdica Peak åt sydost. Trakten är glest befolkad. Närmaste befolkade plats är St. Kliment Ohridski Base, 15,5 kilometer väster om Serdica Peak. 